# ウォーレス・ハンフリー・ホワイト・ジュニア
ウォーレス・ハンフリー・ホワイト・ジュニア（英語: Wallace Humphrey White, Jr., 1877年8月6日 - 1952年3月31日）は、1916年から1949年までアメリカ合衆国議会の著名なアメリカ合衆国の政治家で、共和党の指導者である。メイン州出身で、上院議員に当選するまでは、下院に勤めた。上院では少数党院内総務を、また引退前には多数党院内総務を務めた。
ホワイトは、ルイストンで生まれた。祖父ウィリアム・P・フライも著名な政治家であり、メイン州選出上院議員及び上院仮議長を務めた。1899年、ホワイトはブランズウィックのボウディン大学を卒業した。卒業後、上院商業科学運輸委員会事務局員補佐を務め、のちに祖父の秘書となった。法学を学んで弁護士資格を獲得し、ルイストンで事務所を開設した。
1916年に共和党員として下院議員に当選して以来、ホワイトの政治家人生は始まった。彼は翌年3月4日に初登院し、1931年3月3日（第65議会から第71議会）まで奉職した。彼は、1930年末に上院議員に当選したことにより、1931年に下院を去った。
議会では、司法省内の下院歳出委員会（第66議会）、下院女性参政権委員会（第67議会 - 第69議会）、下院商船漁業委員会、（第70議会 - 第71議会）、上院州間・対外通商委員会（第80議会）の委員を務めた。このほか、大統領から種々の委員会委員に任命された。
ホワイトは1936年と1942年に再選し、1931年3月4日から1949年1月3日まで奉職した。同僚議員らによって少数党院内総務（1943年 - 1947年）に選ばれ、共和党が第80議会（1947年 - 1949年）で多数を占めたことに伴い、多数党院内総務となった。ジョン・ガンサーが1947年に上梓した著作『米国の内幕 (Inside U.S.A.) 』によると、有名無実の院内総務たる「彼の主な役目は、遥かに有力かつ活発な2人の人物、タフトとヴァンデンバーグとの均衡を保つことである...皆がホワイトに好感を持っているが、彼に注意を払う者はほとんどいない」とのことであった。
彼は、1948年の再指名の候補から外れた。オーバーンで死去し、マウント・オーバーン墓地に埋葬された。
| 議会                                      | 議会                                               | 議会                                  |
| ----------------------------------------- | -------------------------------------------------- | ------------------------------------- |
| 先代 ダニエル・J・マクギリカディ          | メイン州第2下院議員選挙区 1917年 - 1931年          | 次代 ドナルド・B・パートリッジ        |
| 先代 アーサー・R・グールド                | メイン州上院議員選挙区 1931年 - 1949年             | 次代 マーガレット・チェイス・スミス   |
| 党職                                      |                                                    |                                       |
| 先代 チャールズ・L・マクナリー オレゴン州 | 上院院内総務 1945年 – 1949年 代行: 1943年 - 1945年 | 次代 ケネス・S・ウェリー ネブラスカ州 |